# Exterieur
Als Exterieur bezeichnet man, im Gegensatz zum Interieur, das Äußere, die Außenseite oder die äußere Erscheinung. Das Wort ging in der Goethezeit in den deutschen Sprachgebrauch ein und ist gleichbedeutend mit dem französischen Wort extérieur, welches dem lateinischen Komparativ exterior („der äußere“, „außen befindlich“ usw.) entstammt.

## Fahrzeuge
Bei Fahrzeugen wird das äußere Erscheinungsbild, insbesondere die Karosserie, als Exterieur bezeichnet.

## Viehwirtschaft
In der Viehwirtschaft bezeichnet der Begriff fachsprachlich die äußere Gestalt eines Tieres bzw. die Körperform eines Tieres im Hinblick auf die Beurteilung und Wertbestimmung.
Das Exterieur wird gemeinsam mit dem Interieur in den Rassestandards für die Zucht festgelegt. Es bestimmt bei Arbeitstieren den Verwendungszweck, also für welche Arbeit eine Rasse beziehungsweise ein einzelnes Tier geeignet ist, z. B. beim Pferd als Zug- oder Reittier.

## Pferdezucht
In der Pferdezucht hängt die Eignung einer Pferderasse für einen bestimmten Verwendungszweck unter anderem vom Gangvermögen, vom Interieur und vor allem vom Körperbau ab. Das Gebäude des Pferdes wird grob in Vorhand (Kopf, Hals und Vorderbeine), Mittelhand (Rumpf) und Hinterhand (Kruppe und Hinterbeine) eingeteilt. Das Exterieur wird vom Zuchtverband im Zuchtziel der jeweiligen Pferderasse festgelegt.